# 이언 홈
이언 홈 경(영어: Sir Ian Holm, CBE, 1931년 9월 12일 ~ 2020년 6월 19일)은 영국의 배우이다.

## 출연 작품
- 《에이리언》
- 《제5원소》 - 비터 코넬리우스 역
- 《네이키드 런치》 - 톰 프로스트 역
- 《이완 맥그리거의 인질》
- 《반지의 제왕: 반지 원정대》
- 《반지의 제왕: 왕의 귀환》
- 《투모로우》
- 《에이리언: 로물루스》 - 룩 역

## 서훈
- 1989년 대영 제국 훈장 3등급(CBE) 수훈[1]
- 1998년 기사작위(Knight Bachelor) 서임[2]